# Nạn đói 1942 (phim)
Nạn đói 1942 là bộ phim lịch sử Trung Quốc năm 2012 của đạo diễn Phùng Tiểu Cương . Dựa trên cuốn tiểu thuyết Remembering 1942 của Lưu Chấn Vân, nói về nạn đói ở Hà Nam, Trung Quốc, trong Chiến tranh Trung - Nhật lần thứ hai. Ngày 11 tháng 11 năm 2012, bộ phim được công chiếu tại Liên hoan phim quốc tế Roma . Bộ phim được chọn là phim Trung Quốc xuất sắc nhất cho phim nước ngoài tại Giải Oscar lần thứ 86 , nhưng không được đề cử.

## Nội dung
Phạm Điện Nguyên là một chủ hộ giàu có trong một ngôi làng ở Hà Nam. Khi làng đang bị nạn đói, Phạm vẫn còn rất nhiều thức ăn để nuôi sống gia đình và người dân. Một nhóm kẻ cướp đến và cướp ngôi làng. Con trai của Phạm chết trong quá trình ngăn chặn bọn cướp. Bỏ quê hương của mình cùng với con gái, vợ và con dâu. Họ đi cùng với một người hầu. Trong khi bọn họ chạy trốn sang phía tây, họ gặp Hạt Lộc. Họ quyết định đi cùng nhau, nhưng nguồn cung cấp lương thực và tiền của Phạm đã bị cướp mất giữa sự hỗn loạn do vụ đánh bom của Nhật Bản gây ra...

## Diễn viên
| Diễn viên          | Vai                                | Miêu tả | Ghi chú                   |
| Trương Quốc Lập    | Phạm Điện Nguyên (lão Đông Gia)    | Ông vốn là một điền chủ ở Diên Tân, Hà Nam, với một gia đình khá giả và con cái nề nếp. Vì các nạn nhân "ăn theo đại gia", tài sản gia đình Đông Gia của ông bị thiêu rụi và con trai ông bị giết. Kể từ đó, ông đưa vợ, con gái, con dâu và Xuyên Trụ bỏ nhà đi. Ban đầu, ông nghĩ đó chỉ là một cuộc chạy trốn ngắn ngủi, và ông không quên giúp đỡ những người khác trên đường. Nhưng khi chạy trốn khỏi nạn đói trong một thời gian dài, thực tế về cái chết của vợ và con trai khiến suy nghĩ của ông trở nên thất vọng, cuối cùng, ông một mình chống lại đám đông bỏ trốn và đi về nhà. |                           |
| Trương Mặc         | Xuyên Trụ                          | Đầy tớ của Đông Gia |                           |
| Từ Phàm            | Hoa Chi                            | vợ Hạt Lộc và là mẹ của hai đứa trẻ. Cô ấy mạnh mẽ và thực tế, và coi các con của mình là điều quan trọng hơn bất kỳ ai khác. Trên con đường thoát khỏi nạn đói, cô dựa vào bản năng của mình để bảo vệ con bê của mình và kiên trì vì sự sống còn của bản thân và các con bằng mọi giá. |                           |
| Triệu Nghị         |                                    | Con trai lão Đông Gia, nạn nhân trong thảm họa |                           |
| Lý Tiểu Chu        | Thứ Vị                             | |                           |
| Phùng Viễn Chinh   | Hạt Lộc                            | Công nhân công trường Đông Gia，người làm ruộng |                           |
| Viên Huệ Phương    | Bà điạ chủ                         | Vợ lão Đông gia |                           |
| Trương Hàm Dư      | An Tây Mãn                         | Giáo sĩ Thiên chúa giáo |                           |
| Phạm Vỹ            | Lão Mã                             | "Chủ tỏa đầu tiên Khu vực 9", cựu đầu bếp của chính quyền quận |                           |
| Lý Tuyết Kiện      | Lý Bồi Cơ                          | Chủ tịch/tỉnh trưởng chính phủ Trung Hoa Dân quốc tỉnh Hà Nam | Khách mời đặc biệt        |
| Lâm Vĩnh Kiện      | Lão Nhạc                           | Thẩm phán quận |                           |
| Kiều Chấn Vũ       | Tiểu Hàn                           | Thư ký |                           |
| Trương Kiệt        | Thư ký của Lý Bồi Cơ               | |                           |
| Diệu Tĩnh Nghi     | Lingdang                           | |                           |
| Trương Thiếu Hoa   | Hạt Lộc nương                      | Mẹ của Hạt Lộc |                           |
| Bành Gia Lạc       |                                    | |                           |
| Vương Tử Văn       | Tinh Tinh                          | Con gái lão Đông Gia |                           |
| Lý Thiến           |                                    | Con dâu lão Đông Gia |                           |
| Adrien Brody       | Theodore H. White                  | Hoa Kỳ Phóng viên tuần san Thời Đại trụ sở Trùng Khánh |                           |
| Trương Thần Quang  | Trương Lệ Sinh                     | Bí thư trưởng viện hành chính Trung Hoa Dận quốc |                           |
| Nathaniel Boyd     | Phiên dịch viên đại sứ quán Hoa Kỳ | Tham mưu trưởng khu tư lệnh 9 |                           |
| Vu Chấn            | Tưởng Đỉnh Văn                     | Chỉ huy ti lệnh chiến khu |                           |
| Trương Quốc Cường  | Đổng Anh Bân                       | Tham mưu trưởng đệ nhất chiến khu |                           |
| Trường Triết Đào   | Trợ lý 1 của Lão Mã                | |                           |
| Vu Phi             | Trợ lý 2 của Lão Mã                | |                           |
| Trần Đạo Minh      | Tưởng Giới Thạch                   | Chủ tịch ủy ban quân sự quốc gia |                           |
| Lưu Quân           | Thư ký riêng của Tưởng Giới Thạch  | |                           |
| Đoàn Dịch Hoành    | Trần Bố Lôi                        | |                           |
| Trương Chú         |                                    | |                           |
| Đoàn Bác Văn       | Mục sư Trung Quốc                  | |                           |
| Tim Robbins        | Bishop Megan                       | |                           |
| Chu Vịnh Đằng      | Nhân viên văn phòng                | |                           |
| Vương Cương        | Sĩ quan cưỡi ngựa                  | |                           |
| Hạ Minh Hạo        | Người lính Sơn Tây                 | |                           |
| Ông Hoa Vinh       | Phi công người Nhật                | |                           |
| Takahashi Nobuaki  | Phi công người Nhật                | |                           |
| Trương Tử Phong    | Cô gái bị thương                   | |                           |
| Kha Lam            | Tống Mỹ Linh                       | Phu nhân Tưởng Giới Thạch |                           |
| Peter Noel Duhamel | Joseph Stilwell                    | |                           |
| Điền Tiểu Khiết    | Người lính trung niên              | |                           |
| James A. Beattle   | Clarence E. Gauss                  | |                           |
| La Dương           | Tống Khánh Linh                    | Quốc mẫu |                           |
| Vu Căn Nghệ        |                                    | Giám đốc Sở giáo dục tỉnh Hà Nam |                           |
| Tưởng Yến Minh     |                                    | |                           |
| Trương Đông Thăng  |                                    | Cảnh sát trưởng |                           |
| Lưu Tiểu Bảo       | Thương gia                         | |                           |
| Dương Nhất         | Chủ nhà thổ                        | |                           |
| Trương Chí Kiên    | Trương Phương                      | Phó chủ tịch Nghị viện quân sự Trung Hoa dân quốc, Doanh nhân |                           |
| Lữ Trung           | mẹ Trương Phương                   | |                           |
| Tiết Băng          | Lý Phú Khoan                       | |                           |
| Trương Vĩnh Cương  |                                    | |                           |
| Cao Hồng Đào       |                                    | |                           |
| Cao Ngọc Khánh     | Cảnh sát nhà ga                    | |                           |
| Từ Quang Vũ        | Chủ nhà ga                         | |                           |
| Yasuyuki Hirata    | Yasuji Okamura                     | Nhật Bản, Tư lệnh Phương diện quân Bắc Trung Quốc |                           |
| Miura Kenichi      | Takahashi Jirou                    | |                           |
| Saito Takuya       | Lính Nhật Bản                      | |                           |
| Takagi Sadahiro    | Lính Nhật Bản Kiến Nhất            | |                           |
| Kohata Ryuichi     | Liên đội trưởng quân Nhật Bản      | |                           |
| Yoneoka Hirosumi   | Đầu bếp người Nhật                 | |                           |
| Dương Giai Tuệ     | Tiểu Tôn Nữ                        | Con nuôi của Đông Gia | Xuất hiện ở cuối phim     |
| Tô Hữu Bằng        | Tống Tử Văn                        | Bộ trưởng bộ Ngoại giao Trung Hoa dân quốc | Đã được cắt bỏ khi ra mắt |

## Giải thưởng
Bộ phim đã giành được giải thưởng AIC cho quay phim xuất sắc nhất và giải thưởng Bướm Vàng trong buổi chiếu ra mắt tại Liên hoan phim Quốc tế Roma vào tháng 11 năm 2012 .
| Giải thưởng                                           | Hạng mục                                                             | Đề cử            | Kết quả   |
| ----------------------------------------------------- | -------------------------------------------------------------------- | ---------------- | --------- |
| Liên hoan phim quốc tế Rome 2012                      | thanh niên bình thẩm đoàn tối giai ảnh phiến Hồ điệp vàng            | Nạn đói 1942     | Đoạt giải |
| Liên hoan phim quốc tế Rome 2012                      | Hiệp hội nhiếp ảnh gia Ý Giải thưởng nhiếp ảnh gia xuất sắc nhất     | Lữ Nhạc          | Đoạt giải |
| Giải thưởng điện ảnh Hồng Kông lần thứ 32             | Giải thưởng Điện ảnh Hồng Kông cho Phim Đại lục và Đài Loan hay nhất | Nạn đói 1942     | Đoạt giải |
| Liên hoan phim quốc tế Bắc Kinh lần thứ 3             | Phim xuất sắc nhất                                                   | Nạn đói 1942     | Đoạt giải |
| Liên hoan phim quốc tế Bắc Kinh lần thứ 3             | Kỹ xảo xuất sắc nhất                                                 | Nạn đói 1942     | Đoạt giải |
| Giải thưởng truyền thông điện ảnh Trung Quốc 2013     | Biên kịch xuất sắc nhất                                              | Lưu Chấn Vân     | Đoạt giải |
| Giải thưởng truyền thông điện ảnh Trung Quốc 2013     | Diễn viên phụ xuất sắc nhất                                          | Lý Tuyết Kiện    | Đề cử     |
| Giải thưởng truyền thông điện ảnh Trung Quốc 2013     | Khán giả bình chọn cho bộ phim nổi tiếng nhất                        | Nạn đói 1942     | Đề cử     |
| Giải thưởng truyền thông điện ảnh Trung Quốc 2013     | 100 bộ phim truyền thông tưởng nhớ hàng năm                          | Nạn đói 1942     | Đoạt giải |
| Giải thưởng truyền thông điện ảnh Trung Quốc 2013     | Vinh danh nhà làm phim hàng năm                                      | Phùng Tiểu Cương | Đề cử     |
| Giải Kim Kê lần thứ 29                                | Giải Kim Kê cho Phim hay nhất                                        | Nạn đói 1942     | Đề cử     |
| Giải Kim Kê lần thứ 29                                | Đạo diễn xuất sắc nhất                                               | Phùng Tiểu Cương | Đề cử     |
| Giải Kim Kê lần thứ 29                                | Kịch bản chuyển thể xuất sắc nhất                                    | Lưu Chấn Vân     | Đoạt giải |
| Giải Kim Kê lần thứ 29                                | Nam diễn viên chính xuất sắc nhất                                    | Trương Quốc Lập  | Đoạt giải |
| Giải Kim Kê lần thứ 29                                | Quay phim xuất sắc nhất                                              | Lữ Nhạc          | Đoạt giải |
| Giải Kim Kê lần thứ 29                                | Thiết kế sản xuất xuất sắc nhất                                      | Thạch Hải Ưng    | Đề cử     |
| Giải Kim Kê lần thứ 29                                | Nhạc phim hay nhất                                                   | Triệu Quý Bình   | Đề cử     |
| Giải Kim Kê lần thứ 29                                | Thu âm xuất sắc nhất                                                 | Ngô Giang        | Đoạt giải |
| Giải Kim Kê lần thứ 29                                | Giải thưởng đặc biệt do ban giám khảo trao thưởng                    | Nạn đói 1942     | Đoạt giải |
| Giải Kim Mã lần thứ 50                                | Nam diễn viên phụ xuất sắc nhất                                      | Lý Tuyết Kiện    | Đoạt giải |
| Giải Kim Mã lần thứ 50                                | Kịch bản chuyển thể xuất sắc nhất                                    | Lưu Chấn Vân     | Đề cử     |
| Giải Kim Mã lần thứ 50                                | Quay phim xuất sắc nhất                                              | Lữ Nhạc          | Đề cử     |
| Giải Kim Mã lần thứ 50                                | Chỉ đạo nghệ thuật xuất sắc nhất                                     | Thạch Hải Ưng    | Đề cử     |
| Giải Kim Mã lần thứ 50                                | Giải Kim Mã cho Trang điểm và Thiết kế trang phục đẹp nhất           | Diệp Cẩm Thiêm   | Đề cử     |
| Giải Kim Mã lần thứ 50                                | Hiệu ứng hình ảnh tốt nhất                                           | Thường Hồng Tùng | Đề cử     |
| Giải thưởng điện ảnh châu Á Thái Bình Dương lần thứ 7 | Quay phim xuất sắc nhất                                              | Lữ Nhạc          | Đoạt giải |
| Giải Hoa Biểu lần thứ 15                              | Phim xuất sắc nhất                                                   | Nạn đói 1942     | Đoạt giải |
| Giải Hoa Biểu lần thứ 15                              | Kĩ thuật điện ảnh xuất sắc nhất                                      | Nạn đói 1942     | Đoạt giải |
| Giải Hoa Biểu lần thứ 15                              | Đạo diễn xuất sắc nhất                                               | Phùng Tiểu Cương | Đoạt giải |
| Giải Hoa Biểu lần thứ 15                              | Kịch bản chuyển thể xuất sắc nhất                                    | Lưu Chấn Vân     | Đoạt giải |
| Giải Hoa Biểu lần thứ 15                              | Nhiếp ảnh phim xuất sắc nhất                                         | Lữ Nhạc          | Đoạt giải |
| Giải Hoa Biểu lần thứ 15                              | Nhạc phim xuất sắc nhất                                              | Triệu Quý Bình   | Đề cử     |

Phim cũng đoạt giải phim xuất sắc nhất của đại lục và Đài Loan tại giải thưởng Điện ảnh Hồng Kông lần thứ 32 năm 2013 .